# 乌沙科夫勋章
乌沙科夫勋章（羅馬化：Orden Ushakova）于1943年3月3日设立，是苏联在苏德战争期间设立的军事勋章，授予在战争中表现优异的海军军官，以表彰他们在制订、指挥海军作战中的英勇表现。此勋章分为两级。苏联时期，一级勋章被颁授47次，二级勋章被颁授194次。

## 历史
1944年3月3日，苏联最高苏维埃主席团通过了《关于设立一级、二级乌沙科夫勋章和一级、二级纳西莫夫勋章的法令》
。这两类勋章专门授予给海军军官。法令还规定了这两类勋章的等级。其中，一、二级乌沙科夫勋章等级与陆军的一、二级苏沃洛夫勋章相同；一、二级纳西莫夫勋章与陆军的一、二级库图佐夫勋章相同。勋章由艺术家莫德斯特·谢皮列夫斯基设计。

## 级别
一级乌沙科夫勋章被授予满足以下条件的海军军官：
- 在舰队所有力量和资源的充分合作的基础上，对海上敌人或其岸上设施进行出色的组织和行动，在突然而果断的打击中摧毁敌方海军或其沿海基地和防御工事。
- 良好地组织并成功完成了针对敌方联系的海军行动，摧毁大量敌军军舰和运输设施。
- 果断指挥战斗行动，在以少胜多击败敌人的同时保存己方实力。
- 巧妙指挥两栖作战，在保存己方实力的同时击败敌军有生力量。

二级乌沙科夫勋章被授予满足以下条件的海军军官：
- 出色指挥海上作战，击败数量占优的敌人，使其损失惨重。
- 在突袭敌人基地和沿海设施时采取巧妙、迅速和大胆的行动，从而摧毁大量敌军和装备。
- 对敌人的交通线采取了成功而大胆的行动，导致重兵护航的船只和数量上占优势的敌人的运输工具被摧毁。
- 对参加大型两栖作战的海军部队进行出色的组织和管理，或在战术登陆期间组织成功的行动。
- 在一场歼灭战中成功执行作战任务，熟练有效地组织和协调舰队的所有可用力量和资源。
- 出色领导重大军事行动的胜利。

乌沙科夫勋章应佩戴在右胸，排列在苏沃洛夫勋章之后，库图佐夫勋章之前。

## 颁授
1944年5月16日，乌沙科夫勋章被首次授予黑海舰队潜艇旅指挥官帕维尔·博尔图诺夫少将和黑海舰队航空兵司令员瓦西里·埃尔马琴科夫中将。但实际上，根据苏联最高苏维埃1944年7月22日的法令，第一枚一级乌沙科夫勋章被颁发给了波罗的海舰队司令员弗拉基米尔·特里布茨上将。同批被授勋的还有海军人民委员尼古拉·库兹涅佐夫上将，海军副人民委员伊万·伊萨科夫上将和黑海舰队司令员菲利普·奥克佳布里斯基上将。
苏德战争期间共有22名海军军官获得一级乌沙科夫勋章。除上述的几人外，还有海军副人民委员列夫·加列尔上将、戈尔代·列夫琴科上将、海军航空兵司令员谢苗·扎沃龙科夫元帅以及北方舰队司令员阿尔谢尼·戈洛夫科上将获得了两次一级乌沙科夫勋章。此外，一级乌沙科夫勋章还被授予给十个海军编队和单位。第一个获得这种勋章的单位是北方舰队的红旗潜艇旅和波罗的海舰队的红旗空军第9突击航空师。获奖者中还有第聂伯河舰队、黑海舰队第二康斯坦斯潜艇旅、黑海舰队猎潜艇旅以及三个鱼雷艇旅。战后，一级乌沙科夫勋章还被授予给了伏龙芝海军学院和其他海军单位。多瑙河舰队前司令员格奥尔基·洛斯蒂亚科夫中将、波罗的海舰队航空兵司令员米哈伊尔·萨莫欣上将和黑海舰队航空兵司令员瓦西里·埃尔马琴科夫中将在战后获得了两次一级乌沙科夫勋章。
根据1944年4月10日的法令，北方舰队的14名军官是第一批二级乌沙科夫勋章的获得者。这是一群由潜艇旅指挥官、一级上尉霍利什金领导的潜艇水兵和一些海军航空兵飞行员。实际上，第一枚二级乌沙科夫勋章在1944年7月22日被授予给喀琅施塔得海军基地指挥官尤里·拉尔中将。1944年5月16日颁布的解放克里米亚的法令授予黑海舰队的一大批军官二级乌沙科夫勋章。
乌沙科夫勋章的最后一次授勋是在1968年。海军指挥学院被授予一级勋章。一级勋章总共被授予47次，包括对编队和单位的授勋，其中第二次颁授11次。二级勋章被授予194次，其中包括12个编队和海军单位。

## 设计
一级乌沙科夫勋章由多部分组成：包括一颗由铂金打造的五角星、一个氧化银锚和用四个铆钉固定在铂金星上的链条，以及一个叠加在锚和轴承上的金制圆形奖章，中间嵌有乌沙科夫海军上将的浮雕像，背景覆盖着深蓝色珐琅，在海军上将的头像周围有镀金字母铭文АДМИРАЛ УШАКОВ（乌沙科夫海军上将），在头像下方，月桂树和橡树树枝被镰刀铁锤标志一分为二。奖章中央由两个铆钉固定在铂金星上，并由镀金绳环绕。在背面，一个螺纹螺钉和一个直径为33毫米的螺母装置用于固定在衣服上。奖项序列号由手工雕刻在下方。二级勋章在建造材质上与一级不同，它的五颗尖星是用金制成的，而船锚和中央奖章是银制的，橡树和月桂树枝被省略了。
|      |  |
| 勋略 |  |
|      |  |